# Metoda Warda-Hale’a
Metoda Warda-Hale’a jest metodą iteracyjną, umożliwiającą rozwiązanie równań sieci elektroenergetycznej w oparciu o układ równań nieliniowych wiążących ze sobą {\displaystyle P,Q,U} i {\displaystyle O} w każdym węźle. Odpowiednio zależnie od rodzaju węzła wybiera się także zmienne niezależne i zależne oraz przyjmuje część wielkości za znane. Podstawą rozpoczęcia procesu rozwiązywania równań jest przyjęcie rozwiązania wyjściowego (przybliżenie zerowe), z którego wyznacza się rozwiązania po pierwszym kroku iteracyjnym. Rozwiązanie to jest rozwiązaniem wyjściowym drugiego kroku iteracyjnego itd. Jeżeli proces iteracyjny jest zbieżny to kolejne rozwiązania są coraz dokładniejsze, proces przerywa się, gdy różnica między kolejnymi krokami iteracyjnymi jest dostatecznie mała.
Schemat szukania rozwiązania można przedstawić następująco:
- dane jest równanie {\displaystyle f([X])=0} dla wektora {\displaystyle [X]^{T}=(x_{1},x_{2},\dots ,x_{n}),}
- przyjmuje się wartości początkowe elementów szukanego wektora {\displaystyle (X(0)),}
- powtarza się obliczenia dla kolejnych rozwiązań przybliżonych

{\displaystyle (X(i-1))-(X(i)),}
- przerywa się proces iteracyjny gdy

{\displaystyle \max\{[x_{k}(i-1)-x_{k}(i)]\}<\varepsilon ,}
gdzie {\displaystyle \varepsilon } jest przyjętą małą liczbą.
Metoda ta jest metodą bardzo pomocną w przypadku obliczania układów elektroenergetycznych, gdyż umożliwia dokonywanie wielu obliczeń w krótkim przedziale czasowym.
Metoda Warda-Hale’a, najstarsza ze znanych metod, niewymagająca złożonych obliczeń macierzowych, obecnie nie jest stosowana w praktyce z uwagi na długi czas obliczeń i słabą ich zbieżność.